# Hydrotaea diabolus
Hydrotaea diabolus är en tvåvingeart som först beskrevs av Harris 1780.  Hydrotaea diabolus ingår i släktet Hydrotaea och familjen husflugor. Arten är reproducerande i Sverige. Inga underarter finns listade i Catalogue of Life.

## Bildgalleri

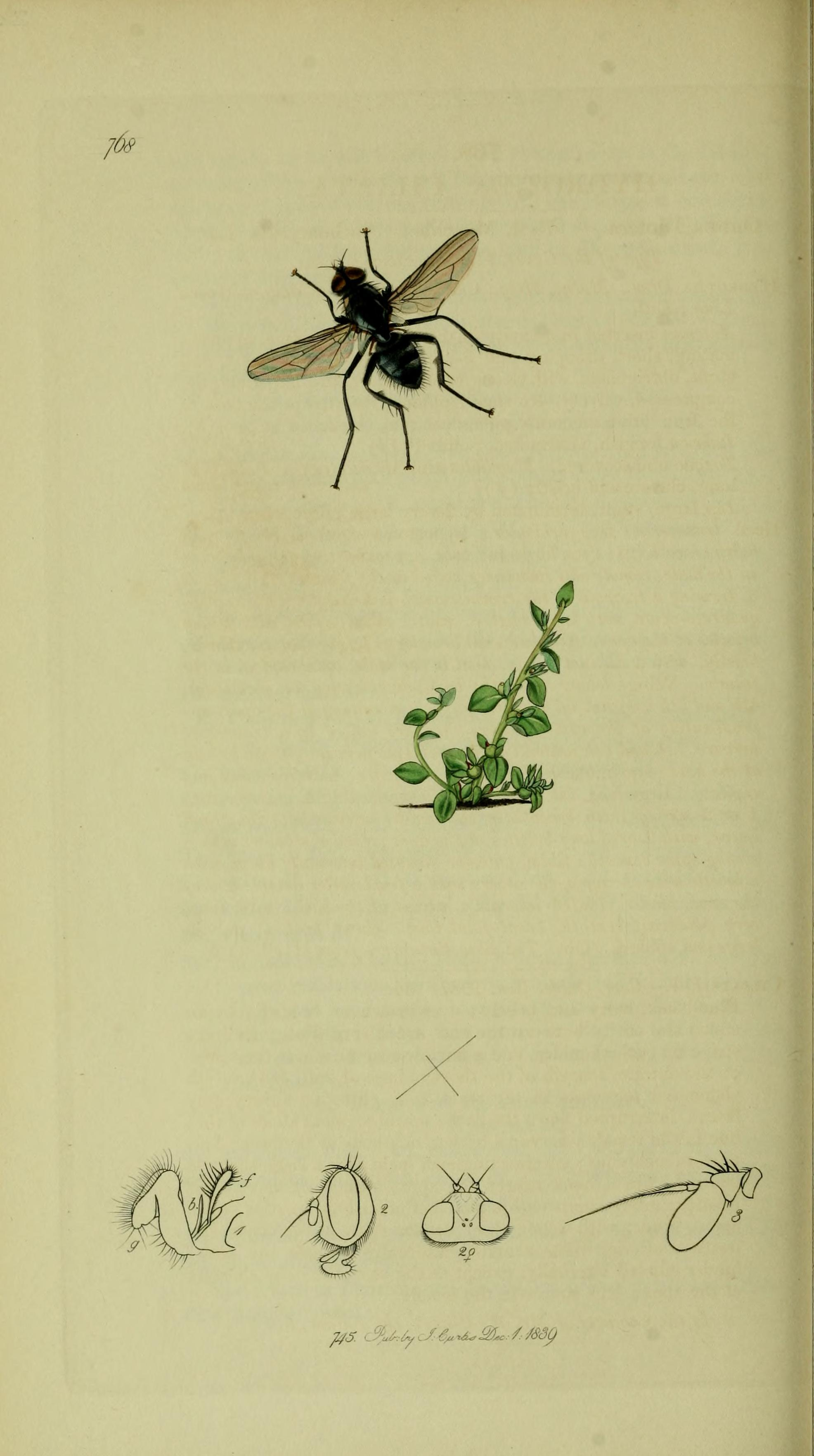